# 동네 한 바퀴 (텔레비전 프로그램)
《동네 한 바퀴》는 2018년 11월 24일부터 방송 중인 다큐멘터리 프로그램이다.

## 기획 의도
속도의 시대에 잃어버리고 살았던 동네의 아름다운 오아시스 같은 사람들을 보물찾기하듯 동네의 숨은 매력을 재발견하며, 적막하고 삭막한 인생에 따뜻한 위안을 전하는 프로그램이다.

## 프로그램 방송 코너
- 동네한바퀴 [도시의 풍경기행] : 미학적 영상으로 재발견하는 우리들의 도시, 동네, 그 골목 속 이야기.
- 동네두바퀴 [도시의 사람기행] : 동네를 비추는 등대같은 사람들의 삶이 전하는 따뜻한 웃음과 감동.
- 동네세바퀴 [도시의 스토리기행] : 늘 가까이 있었지만 미처 몰랐던 도시와 동네의 흥미진진한 역사와 인문학적 정보를, 사람냄새 나는 배우 김영철의 정겨운 감성을 따라 돌아보는 스토리텔링 도시기행.

## 출연자
- 2018년 11월 24일 ~ 2022년 7월 9일 : 김영철 (1회 ~ 179회)[1]
- 2022년 7월 23일 ~ 현재 : 이만기 (180회 ~ 현재)

## 내레이션
- 2018년 11월 24일 ~ 2022년 7월 9일 : 김영철 (1회 ~ 179회)
- 2022년 7월 23일 ~ 2023년 2월 25일 : 나문희 (180회 ~ 209회)
- 2023년 3월 4일 ~ 현재 : 강부자 (210회 ~ 현재)

## 방송 일시
| 방송 채널 | 방송 기간                           | 방송 시간                           |
| --------- | ----------------------------------- | ----------------------------------- |
| KBS 1TV   | 2018년 11월 24일 ~ 2018년 12월 29일 | 매주 토요일 저녁 7시 10분 ~ 8시 5분 |
| KBS 1TV   | 2019년 9월 21일 ~ 2022년 7월 9일    | 매주 토요일 저녁 7시 10분 ~ 8시 5분 |
| KBS 1TV   | 2022년 7월 23일 ~ 현재              | 매주 토요일 저녁 7시 10분 ~ 8시 5분 |
| KBS 1TV   | 2019년 1월 5일 ~ 2019년 9월 14일    | 매주 토요일 저녁 7시 10분 ~ 8시     |

## 에피소드 목록

### 2018년
| 방송 회차 | 방송 일자 | 제목 (타이틀)                                | 시청률 |
| --------- | --------- | -------------------------------------------- | ------ |
| 1회       | 11월 24일 | 찬란하다 강변동네 - 서울 망원동, 성산동      | 6.8%   |
| 2회       | 12월 1일  | 멋스럽다 백년길, 창원 마산 합포구            | 7.3%   |
| 3회       | 12월 8일  | 반갑다 북한산 아랫동네 - 서울 불광동, 녹번동 | 7.3%   |
| 4회       | 12월 15일 | 살갑다 지평선길 - 성남 태평, 오야동          | 6.1%   |
| 5회       | 12월 22일 | 정들겠다 친구야 - 서울 강북구 삼양동         | 6.3%   |
| 6회       | 12월 29일 | 굳건하다 성곽마을 - 서울 행촌동, 천연동      | 8.2%   |

### 2019년
| 방송 회차 | 방송 일자 | 제목 (타이틀)                                      | 시청률 |
| --------- | --------- | -------------------------------------------------- | ------ |
| 7회       | 1월 5일   | 빛난다 - 강릉 정동진, 중앙동                       | 9.0%   |
| 8회       | 1월 12일  | 새롭다 경의선숲길 너머 - 서울 연남동, 연희동       | 8.1%   |
| 9회       | 1월 19일  | 굳세어라 군산아 – 군산 월명동, 해신동              | 8.3%   |
| 10회      | 1월 26일  | 그립다 해방촌 - 서울 용산동, 후암동                | 8.5%   |
| 11회      | 2월 2일   | 뿌리깊다 인천항 - 인천 북성동, 신포동              | 7.7%   |
| 12회      | 2월 9일   | 겨울이 좋다 낭만 호반 - 춘천 죽림동, 효자동        | 8.1%   |
| 13회      | 2월 16일  | 다시 일군다 강남 - 서울 논현동, 신사동             | 7.4%   |
| 14회      | 2월 23일  | 꿋꿋하다 포구 마을 - 포항시 호미곶, 구룡포         | 8.2%   |
| 15회      | 3월 2일   | 기억하라 그 언덕 - 서울 효창동, 청파동             | 5.9%   |
| 16회      | 3월 9일   | 성곽 아래 돌산마을 - 서울 창신동, 이화동           | 6.9%   |
| 17회      | 3월 16일  | 따사롭다 강나루길 - 하남 미사동, 신장동            | 6.2%   |
| 18회      | 3월 23일  | 평안하다 호수마을 - 안성 신흥동 / 금창호           | 6.6%   |
| 19회      | 3월 30일  | 설렌다 그 꽃길 - 창원 진해구                       | 7.1%   |
| 20회      | 4월 6일   | 포근하다 남도꽃길 - 목포 유달동                    | 6.8%   |
| 21회      | 4월 13일  | 함께 걷다, 서울숲길 - 서울 성수동                  | 6.1%   |
| 22회      | 4월 20일  | 눈부시다 광화문 - 서울 사직동 ･ 예지동             | 6.2%   |
| 23회      | 5월 4일   | 풍요롭다 갯골마을 - 경기 시흥시                    | 5.2%   |
| 24회      | 5월 11일  | 보고싶다 영일만 사람들 – 포항 죽도동, 중앙동       | 6.3%   |
| 25회      | 5월 18일  | 경이롭다 생명의 땅 우포마을 - 경남 창녕군          | 7.5%   |
| 26회      | 5월 25일  | 가고싶다 소풍길 - 서울 능동 · 광장동               | 5.6%   |
| 27회      | 6월 1일   | 인정 넘치다 성곽 옆 산동네 - 서울 성북동           | 7.0%   |
| 28회      | 6월 8일   | 집으로 간다 - 대구 교동, 칠성동                    | 6.4%   |
| 29회      | 6월 15일  | 달려보자 자전거 길 - 서울 잠실동 · 방이동          | 5.3%   |
| 30회      | 6월 22일  | 향기롭다 장미꽃길 - 서울 중랑구                    | 5.7%   |
| 31회      | 6월 29일  | 운치있다, 빛고을 - 광주 양림동 · 동명동            | 3.4%   |
| 32회      | 7월 6일   | 오르고 싶다 언덕마을 - 서울 동작구 흑석동 · 상도동 | 6.2%   |
| 33회      | 7월 13일  | 진심을 만나다 - 경기도 광주                        | 5.6%   |
| 34회      | 7월 20일  | 다시 일어서다 - 서울 금천구                        | 7.5%   |
| 35회      | 7월 27일  | 여기가 좋다 - 안산 원곡동 · 대부도                 | 6.5%   |
| 36회      | 8월 10일  | 성 안에 산다 - 수원 행궁동                         | 6.3%   |
| 37회      | 8월 17일  | 느려도 좋다 호수마을 - 충남 예산                   | 7.2%   |
| 38회      | 8월 24일  | 매력있수다 원도심 - 제주시 용담동·삼도동           | 7.1%   |
| 39회      | 8월 31일  | 맛있수다 원도심 - 제주시 건입동·일도동             | 6.7%   |
| 40회      | 9월 14일  | 유서 깊다, 천년 동네 - 경주시 황남동·교동          | 6.3%   |
| 41회      | 9월 21일  | 추억하다 기찻길 옆 동네 - 서울 한강로동            | 7.5%   |
| 42회      | 9월 28일  | 잘생겼다 식물원 옆 동네 - 서울 마곡동·개화동       | 7.6%   |
| 43회      | 10월 5일  | 불러본다 대전 블루스 - 대전 동구                   | 7.8%   |
| 44회      | 10월 12일 | 다시 새롭다 - 경기도 고양                          | 6.7%   |
| 45회      | 10월 19일 | 가을을 품다 한강 철책길 - 경기도 김포              | 7.9%   |
| 46회      | 10월 26일 | 이웃이 좋다 도봉산 아랫마을 - 서울 창동·도봉동     | 7.1%   |
| 47회      | 11월 2일  | 오래 봐야 아름답다 - 서울 정릉동 · 삼선동          | 7.6%   |
| 48회      | 11월 9일  | 푸르다 그 이름 - 울산 중앙동·태화동                | 7.8%   |
| 49회      | 11월 16일 | 다시 피어나다, 철공소 골목 - 서울 문래동·영등포동  | 6.5%   |
| 50회      | 11월 23일 | 고집 있다 옛 도심 - 대전 선화동·대흥동             | 6.9%   |
| 51회      | 11월 30일 | 너그럽다 산과 바다 - 삼척 도계·원덕                | 7.6%   |
| 52회      | 12월 7일  | 또 다르다 강남스타일 - 서울시 강남구               | 7.5%   |
| 53회      | 12월 14일 | 기운차다 지리산 아랫동네 - 경남 산청               | 8.0%   |
| 54회      | 12월 21일 | 수고했다 그 들녘 - 경기도 평택                     | 7.9%   |
| 55회      | 12월 28일 | 송년특집 - 따뜻했다 그 길들 동네 두 바퀴           | 7.5%   |

### 2020년
| 방송 회차 | 방송 일자 | 제목 (타이틀)                                       | 시청률 |
| --------- | --------- | --------------------------------------------------- | ------ |
| 56회      | 1월 4일   | 신년특집 온정이 넘친다 2020 - 서울 남대문, 회현동   | 8.0%   |
| 57회      | 1월 11일  | 신년특집 복(福)을 나누다 2020 - 서울 동대문, 신당동 | 6.2%   |
| 58회      | 1월 18일  | 다시 떠오른다 - 경기도 화성                         | 7.4%   |
| 59회      | 1월 25일  | 맛깔나다 차이나타운 - 서울 대림동                   | 5.6%   |
| 60회      | 2월 1일   | 천사와 함께하다 - 전남 신안                         | 7.3%   |
| 61회      | 2월 8일   | 마음이 通하다 - 경기도 평택 안중읍                  | 8.5%   |
| 62회      | 2월 15일  | 살맛 난다 - 서울 마장동                             | 7.9%   |
| 63회      | 2월 22일  | 있어줘서 고맙다 - 서울 신촌                         | 8.4%   |
| 64회      | 3월 7일   | 샘난다 그 고을 - 전북 정읍                          | 7.0%   |
| 65회      | 3월 14일  | 천천히 걷고 싶다 - 서울 부암동                      | 7.5%   |
| 66회      | 3월 21일  | 듬직하다 - 서울 공덕 아현동                         | 7.6%   |
| 67회      | 3월 28일  | 응원하다 - 서울 을지로 3, 4가                       | 8.5%   |
| 스폐셜    | 4월 4일   | 다시 본다 그 길들 - 서울 한 바퀴                    | 6.7%   |
| 68회      | 4월 11일  | 언제나 흥하라 - 전남 고흥                           | 7.3%   |
| 69회      | 4월 18일  | 다시 기다린다 그 봄날 - 강원도 고성                 | 8.3%   |
| 70회      | 4월 25일  | 시리도록 푸르다 - 강원도 속초                       | 7.1%   |
| 71회      | 5월 9일   | 꽃이 되다 아라리고개 - 강원도 정선                  | 7.3%   |
| 72회      | 5월 16일  | 낭만 넘친다 강변길 - 강원도 춘천                    | 6.8%   |
| 73회      | 5월 23일  | 행복이 산다 경춘선 숲길 - 서울 공릉동               | 5.4%   |
| 74회      | 5월 30일  | 유구하다 왕의 동네 - 수원시 팔달구, 장안구          | 5.0%   |
| 75회      | 6월 6일   | 다시 꿈꾸다 - 서울 구로구                           | 5.8%   |
| 76회      | 6월 13일  | 수려하다! 소백산 아랫마을 - 충북 단양               | 6.7%   |
| 77회      | 6월 20일  | 기품 있다 역사길 - 경남 김해                        | 6.2%   |
| 78회      | 6월 27일  | 보배롭다, 그 이름 - 경남 진주                       | 6.1%   |
| 79회      | 7월 4일   | 꿈틀대다 철강동네 ― 경북 포항                       | 5.5%   |
| 80회      | 7월 11일  | 옹골차다 돌산 아랫동네 - 전남 영암                  | 5.9%   |
| 81회      | 7월 18일  | 다시 빛나다! - 전북 익산                            | 5.9%   |
| 82회      | 7월 25일  | 마음이 머문다 북한산동네 - 서울 은평구              | 6.1%   |
| 스폐셜    | 8월 1일   | 맛있었다 그 길들 - 동네한바퀴 여름 미각기행         | 6.2%   |
| 83회      | 8월 15일  | 넉넉하다 남도 땅 - 전남 해남                        | 5.4%   |
| 84회      | 8월 22일  | 애틋해라 그 바다 - 전남 목포                        | 7.5%   |
| 85회      | 8월 29일  | 다시 가고 싶다 - 울산광역시                         | 6.9%   |
| 86회      | 9월 5일   | 인생은 아름다워 - 대전광역시                        | 8.0%   |
| 87회      | 9월 12일  | 열정 넘치다 중원의 땅 - 충북 충주                   | 6.9%   |
| 88회      | 9월 19일  | 추억이 흐른다, 강변마을 - 경북 영천                 | 6.8%   |
| 89회      | 9월 26일  | 반짝이다 그 꿈들 - 서울 서교동, 합정동              | 7.5%   |
| 90회      | 10월 3일  | 풍성하다 그 동네 - 경남 합천군                      | 8.0%   |
| 91회      | 10월 10일 | 그 가을, 한탄강을 걷다 - 경기도 포천                | 7.4%   |
| 92회      | 10월 17일 | 마음이 향한다 남도 1번지 - 전남 강진                | 8.3%   |
| 93회      | 10월 24일 | 다정하다, 배봉산 아랫동네 - 서울 동대문구           | 7.9%   |
| 94회      | 10월 31일 | 오롯이 빛나다 산골 동네 - 강원도 영월               | 7.8%   |
| 95회      | 11월 7일  | 이야기가 흐른다 – 서울 강동구                       | 7.7%   |
| 96회      | 11월 14일 | 정답다 그 마을 - 충청북도 청주                      | 7.9%   |
| 97회      | 11월 21일 | 그윽하다 그 향기 - 경북 의성                        | 7.5%   |
| 98회      | 11월 28일 | 참 좋다, 여기 - 경기도 양평                         | 7.8%   |
| 99회      | 12월 5일  | 시간을 걷다 홍제천길 - 서울 서대문구                | 7.5%   |
| 100회     | 12월 12일 | 이어가다, 백 년의 기억 - 서울                       | 8.8%   |
| 101회     | 12월 19일 | 마음이 넉넉하다 - 대구 달성군                       | 9.0%   |
| 102회     | 12월 26일 | 힘이 난다 앞산 동네 - 대구 남구                     | 8.4%   |

### 2021년
| 방송 회차 | 방송 일자 | 제목 (타이틀)                                     | 시청률 |
| --------- | --------- | ------------------------------------------------- | ------ |
| 103회     | 1월 2일   | 신년특집, 2021 복이 들어온다 - 서울 종로 충무로   | 8.2%   |
| 104회     | 1월 9일   | 고마워라 인생아 - 경기도 부천                     | 8.5%   |
| 105회     | 1월 16일  | 그 마음에 스며들다 - 경남 거제                    | 9.3%   |
| 106회     | 1월 23일  | 조화롭다, 그 섬 - 인천광역시 강화군               | 9.1%   |
| 107회     | 1월 30일  | 굽이굽이 마음을 품다 - 경북 문경                  | 9.1%   |
| 108회     | 2월 6일   | 기다렸다, 이 계절 - 경기도 양주                   | 9.1%   |
| 109회     | 2월 13일  | 설특집 복스럽다 그 동네 - 전북 순창               | 8.1%   |
| 110회     | 2월 20일  | 봄을 꿈꾸다 - 경기도 안성                         | 9.1%   |
| 111회     | 2월 27일  | 마음으로 날다 - 서울 강서구 공항동                | 7.2%   |
| 112회     | 3월 6일   | 자꾸만 끌린다 - 경기 연천                         | 7.9%   |
| 113회     | 3월 13일  | 머물고 싶다 - 충북 제천                           | 7.7%   |
| 114회     | 3월 20일  | 시간을 쌓다 왕궁 옆 동네 - 서울 서촌              | 7.6%   |
| 115회     | 3월 27일  | 손길에 반하다 - 전북 무주 편                      | 7.7%   |
| 116회     | 4월 3일   | 마음으로 품다 - 서울 이태원·한남동                | 9.0%   |
| 117회     | 4월 10일  | 사랑이 넘치다 - 전북 남원                         | 8.5%   |
| 118회     | 4월 17일  | 활짝 피었다, 새봄 - 경북 김천                     | 7.9%   |
| 119회     | 4월 24일  | 수리산 너른 품에 안긴 싱그러운 도시 - 경기도 군포 | 7.4%   |
| 120회     | 5월 1일   | 한결같다 그 동네 - 충남 홍성                      | 7.2%   |
| 121회     | 5월 8일   | 반갑다 영주야 - 경상북도 영주                     | 6.5%   |
| 122회     | 5월 15일  | 빛난다 그 마음 - 경북 경주                        | 8.3%   |
| 123회     | 5월 22일  | 기억이 머문다 - 경기도 화성                       | 7.0%   |
| 124회     | 5월 29일  | 상서롭다 그 동네 - 경북 상주                      | 7.1%   |
| 125회     | 6월 5일   | 다시 꽃피다 평화의 땅 - 강원도 철원               | 7.3%   |
| 126회     | 6월 12일  | 힘이 넘친다 - 울산광역시                          | 6.3%   |
| 127회     | 6월 19일  | 그 마음에 반하다 - 경기도 광주                    | 7.3%   |
| 128회     | 6월 26일  | 여간 좋소 여기 - 전라남도 무안                    | 6.2%   |
| 129회     | 7월 3일   | 온화하다 그 미소 - 충남 부여                      | 8.1%   |
| 130회     | 7월 10일  | 추억을 그리다 - 경기도 안양                       | 7.5%   |
| 스페셜    | 7월 17일  | '그 골목에 들어서다'                              | 7.1%   |
| 131회     | 8월 14일  | 뜨겁다 그 마음 - 경북 포항                        | 6.8%   |
| 132회     | 8월 21일  | 느리게 걸어본다 - 충청남도 당진                   | 8.3%   |
| 133회     | 8월 28일  | 마음이 깃들다 – 경북 울진                         | 8.6%   |
| 134회     | 9월 4일   | 꽃답다 동백마을 - 제주 남원읍                     | 7.5%   |
| 135회     | 9월 11일  | 열정이 흐른다 - 청계천 옆 동네                    | 7.6%   |
| 136회     | 9월 18일  | 애틋하다 항구동네 – 부산광역시                    | 6.7%   |
| 137회     | 9월 25일  | 끄덕없다 아이가~ - 부산광역시 수영구              | 7.7%   |
| 138회     | 10월 2일  | 힘난다 인삼골 - 충청남도 금산군                   | 7.4%   |
| 139회     | 10월 9일  | 함께하니 좋소 – 강원도 춘천                       | 6.6%   |
| 140회     | 10월 16일 | 물들다 치악산 동네 ― 강원도 원주                  | 7.6%   |
| 141회     | 10월 23일 | 영웅들이 산다 ― 세종특별자치시                    | 6.7%   |
| 142회     | 10월 30일 | 천천히 흐른다, 우이천 동네 – 서울 수유동          | 6.6%   |
| 143회     | 11월 6일  | 깊어진다, 이 계절 - 전라북도 완주                 | 7.7%   |
| 144회     | 11월 13일 | 굳세다, 갯마을 – 충청남도 서산                    | 6.5%   |
| 145회     | 11월 20일 | 무르익다 그 인생 – 충남 청양                      | 6.7%   |
| 146회     | 11월 27일 | 찬연하다 포구마을 ― 전남 영광                     | 7.4%   |
| 147회     | 12월 4일  | 일렁이다 그 마음 – 경남 남해                      | 7.7%   |
| 148회     | 12월 11일 | 평화롭다 휴전선 아랫동네 – 강원도 양구            | 7.8%   |
| 149회     | 12월 18일 | 조화롭다 그 동네 - 경기도 남양주                  | 7.6%   |
| 150회     | 12월 25일 | 송년 특집 소망한다 그 꿈들 – 경기도 파주          | 9.0%   |

### 2022년
| 방송 회차 | 방송 일자 | 제목 (타이틀)                                | 시청률 |
| --------- | --------- | -------------------------------------------- | ------ |
| 151회     | 1월 1일   | 신년기획 반짝인다 지금 이 순간 – 서울 관악구 | 9.1%   |
| 152회     | 1월 8일   | 이어지다 평화의 길 – 강원도 인제             | 7.9%   |
| 153회     | 1월 15일  | 평화가 흐른다 – 강원도 화천                  | 8.7%   |
| 154회     | 1월 22일  | 기억과 마주하다 - 서울 여의도동, 대방동      | 7.8%   |
| 155회     | 1월 29일  | '설특집' 참 곱다 그 동네 – 충남 공주         | 8.0%   |
| 156회     | 2월 5일   | 눈부시다 푸르른 날들 – 강원도 동해시         | 9.6%   |
| 157회     | 2월 12일  | 날아오르다 그 꿈들 – 서울 목동, 신월동       | 6.5%   |
| 158회     | 2월 19일  | 여기 있다 내 청춘 – 서울 명동                | 6.5%   |
| 159회     | 2월 26일  | 곁에 있어도 그립다, 지리산 동네 – 전남 구례  | 8.2%   |
| 160회     | 3월 5일   | 햇빛 찬란하다 아리랑 고갯길 – 경남 밀양      | 5.2%   |
| 161회     | 3월 12일  | 온기 있다 그 골목 – 서울 방배동              | 7.6%   |
| 162회     | 3월 19일  | 기다렸다 새봄 – 경기도 가평                  | 7.6%   |
| 163회     | 3월 26일  | 살고 싶다, 여기 – 경기도 과천                | 7.6%   |
| 164회     | 4월 2일   | 괜찮다 인생 - 전남 목포                      | 7.0%   |
| 165회     | 4월 9일   | 활짝 피어라 그대 - 충남 아산                 | 7.0%   |
| 166회     | 4월 16일  | 푸근하다 바다의 품 – 전북 부안               | 6.8%   |
| 167회     | 4월 23일  | 작은 위로들과 스쳐가다 – 전라북도 임실       | 6.5%   |
| 168회     | 4월 30일  | 드넓다, 그 평야 – 전라북도 김제              | 6.7%   |
| 169회     | 5월 7일   | 내일을 만나다 한강 아랫동네 – 서울 반포동    | 4.9%   |
| 170회     | 5월 14일  | 곁에 있다, 행복 – 경기도 용인                | 6.3%   |
| 171회     | 5월 21일  | 여유롭다, 흐르는 강물처럼 – 경기도 양평      | 5.8%   |
| 172회     | 5월 28일  | 꽃보다 아름답다 – 전남 광양                  | 5.5%   |
| 173회     | 6월 4일   | 들꽃처럼 산다 – 강원도 평창                  | 5.5%   |
| 174회     | 6월 11일  | 지금만 같아라 - 충청남도 당진                | 5.5%   |
| 175회     | 6월 18일  | 낙낙하여라 풍요의 땅 - 충청남도 서천         | 6.5%   |
| 176회     | 6월 25일  | 정이 깃들다, 산골 동네 – 경북 영양           | 6.2%   |
| 177회     | 7월 2일   | 변함 없다 그마음 경기도 의정부               | 5.4%   |
| 178회     | 7월 9일   | 뜨거웠다 우리의 계절 - 충남 보령             | 5.6%   |
| 179회     | 7월 16일  | 아름답다 그 사람 - 동네 한 바퀴 스페셜       | 5.8%   |
| 180회     | 7월 23일  | 늘 푸르다, 해변 동네 - 부산 해운대구         | 6.1%   |
| 181회     | 7월 30일  | 사랑이 넘친다 낭만포구 - 전남 여수           | 5.8%   |
| 182회     | 8월 6일   | 든든하다, 이 바다 - 강원도 삼척              | 5.8%   |
| 183회     | 8월 20일  | 새롭게 꽃 피우다 - 강원도 홍천               | 5.2%   |
| 184회     | 8월 27일  | 지켜간다, 그 마음 - 서울 광화문 궁궐길       | 5.9%   |
| 185회     | 9월 3일   | 안온하다 산자락 동네 – 전라북도 완주         | 5.7%   |
| 186회     | 9월 10일  | 영글어간다 인생 – 충북 괴산                  | 4.5%   |
| 187회     | 9월 17일  | 부자들이 산다 - 경상남도 의령                | 5.7%   |
| 188회     | 9월 24일  | 다채롭다 그 삶들 - 경기도 안산               | 4.8%   |
| 189회     | 10월 1일  | 꿈결 같다 내 인생 - 울산광역시 울주군        | 4.8%   |
| 190회     | 10월 8일  | 행복을 거둔다 들녘 동네 - 충청남도 논산      | 5.4%   |
| 191회     | 10월 15일 | 올차다 인삼고을 – 충남 금산                  | 6.0%   |
| 192회     | 10월 22일 | 희망이 물든다 - 전라남도 화순                | 5.0%   |
| 193회     | 10월 29일 | 아늑하다, 지리산 자락 – 경남 함양            | 5.9%   |
| 194회     | 11월 5일  | 가슴 뛴다, 그 꿈들 - 강원도 원주시           | 5.3%   |
| 195회     | 11월 12일 | 만복이 깃들다 한옥 동네 – 전라북도 전주      | 5.7%   |
| 196회     | 11월 19일 | 날아오르다 희망 – 서울 성동구                | 5.2%   |
| 197회     | 12월 3일  | 삼삼하다, 맛 동네 - 광주광역시               | 4.9%   |
| 198회     | 12월 10일 | 소소한 행복을 빚다 – 경기도 이천             | 5.3%   |
| 199회     | 12월 17일 | 나란히 걷는다, 그 마음 - 부산 부산진구       | 6.0%   |
| 200회     | 12월 24일 | 성탄 기획 그 겨울을 걷다 – 서울 정동         | 4.8%   |
| 201회     | 12월 31일 | 마음을 녹인다 그 온기 – 대구광역시           | 4.8%   |

### 2023년
| 방송 회차 | 방송 일자 | 제목 (타이틀)                                | 시청률 |
| --------- | --------- | -------------------------------------------- | ------ |
| 202회     | 1월 7일   | 신년특집 기(氣) 차다 2023 - 경북 포항        | 4.9%   |
| 203회     | 1월 14일  | 따뜻하다, 그 겨울 충청북도 보은              | 5.6%   |
| 204회     | 1월 21일  | 설 기획 새 복이 쌓인다 - 전남 장성           | 4.2%   |
| 205회     | 1월 28일  | 3色이 조화롭다 – 강원도 양양                 | 6.0%   |
| 206회     | 2월 4일   | 추울수록 뜨겁다 겨울 포구 – 강원도 강릉      | 4.9%   |
| 207회     | 2월 11일  | 그 섬에 가고 싶다 - 전라남도 완도            | 4.8%   |
| 208회     | 2월 18일  | 왠지 좋은 일이 생길 것 같다 – 전남 보성      | 5.4%   |
| 209회     | 2월 25일  | 자연처럼 살다 – 전라북도 무주                | 5.2%   |
| 210회     | 3월 4일   | 코레아누, 드넓은 세상을 날다 - 브라질 1부    | 5.8%   |
| 211회     | 3월 11일  | 코레아누, 드넓은 세상을 날다 - 브라질 2부    | 6.2%   |
| 212회     | 3월 18일  | 꿈에도 그렸다, 우리 동네 - 미국 LA 1부       | 5.8%   |
| 213회     | 3월 25일  | 꿈에도 그렸다, 우리 동네 - 미국 LA 2부       | 4.8%   |
| 214회     | 4월 1일   | 가슴 일렁인다 보리밭 사잇길 – 전북 고창      | 4.5%   |
| 215회     | 4월 8일   | 봄, 바람이 분다 - 경기도 여주                | 3.5%   |
| 216회     | 4월 15일  | 다시 그리다 반도 해변길 – 충청남도 태안      | 3.9%   |
| 217회     | 4월 22일  | 봄을 닮았다 그대 - 전북 완주                 | 4.8%   |
| 218회     | 4월 29일  | 환하다, 우리의 봄날 - 서울 성북동            | 4.4%   |
| 219회     | 5월 6일   | 오색찬란하다 인생길 – 경기도 오산            | 4.8%   |
| 220회     | 5월 13일  | 풍경으로 남다 - 경상남도 함안                | 4.0%   |
| 221회     | 5월 20일  | 고고하다 남녘마을 - 경상남도 고성            | 4.1%   |
| 222회     | 5월 27일  | 쉬어가다 소백산 자락 – 충북 단양             | 4.6%   |
| 223회     | 6월 3일   | 멋지다, 밀양아 - 경남 밀양                   | 3.4%   |
| 224회     | 6월 10일  | 비상하다 희망의 섬 - 인천 영종도             | 4.0%.  |
| 225회     | 6월 17일  | 물 만났네 그 산촌 - 경북 청송                | 4.2%   |
| 226회     | 6월 24일  | 남아있다 아직 - 서울 이촌동, 서빙고동        | 3.8%   |
| 227회     | 7월 1일   | 새롭게 일구다, 아라리 인생 - 강원도 정선     | 4.1%   |
| 228회     | 7월 8일   | 삶은 곱다 - 울산 남구                        | 3.6%   |
| 229회     | 7월 22일  | 삶새 빛으로 물들다 - 대전광역시              | 3.8%   |
| 230회     | 7월 29일  | 여기 있다, 함께한 시간들 - 서울 중구         | 4.7%   |
| 231회     | 8월 5일   | 그림이 되다, 동강골 - 강원도 평창            | 4.3%   |
| 232회     | 8월 12일  | 이어간다, 빛나는 오늘 – 충청남도 천안        | 4.0%   |
| 233회     | 8월 19일  | 기대어 산다, 마음의 고향 – 경기도 구리       | 3.6%   |
| 234회     | 8월 26일  | 간직하고 싶다, 그 여름 - 강원도 춘천         | 4.5%   |
| 235회     | 9월 2일   | 생기롭다 북한산 둘레길 – 서울 우이동, 불광동 | 4.3%   |
| 236회     | 9월 9일   | 여유롭다 포구 동네 - 경상북도 울진           | 3.8%   |
| 237회     | 9월 16일  | 기(氣)가 넘친다, 지리산 동네 – 경상남도 산청 | 5.1%   |
| 238회     | 9월 23일  | 품 안에 산다 – 전라북도 남원                 | 4.0%   |
| 239회     | 9월 30일  | 한껏 구미가 당기다, 그 동네 - 경상북도 구미  | 5.1%   |
| 240회     | 10월 14일 | 가고파라 남쪽 바다 - 경상남도 통영           | 4.1%   |
| 241회     | 10월 21일 | 삼삼하게 스며들다 – 대구광역시               | 4.1%   |
| 242회     | 10월 28일 | 충만하다 중원 동네 – 충청북도 충주           | 4.3%   |
| 243회     | 11월 4일  | 여기 살련다, 남도 1번지 – 전라남도 강진      | 4.6%   |
| 244회     | 11월 11일 | 골목길에서 꿈을 빚다 – 망원, 합정동          | 4.0%   |
| 245회     | 11월 18일 | 함께 간다 그 길 - 서울 동자동, 한강로동      | 5.0%   |
| 246회     | 11월 25일 | 굳건하다 근교 섬동네 - 인천광역시 강화군     | 4.2%   |
| 247회     | 12월 2일  | 골목길에서 꿈을 빚다 – 망원, 합정동          | 4.8%   |
| 248회     | 12월 9일  | 가슴에 안고 산다 - 경상남도 하동             | 4.5%   |
| 249회     | 12월 16일 | 그리웠다, 정든 고향 - 경상남도 창원          | 5.0%   |
| 250회     | 12월 23일 | 선물이 되다 - 강원도 동해                    | 4.9%   |
| 251회     | 12월 30일 | 다정하다 새재 길 - 경상북도 문경시           | 5.0%   |

### 2024년
| 방송 회차 | 방송 일자 | 제목 (타이틀)                                        | 시청률 |
| --------- | --------- | ---------------------------------------------------- | ------ |
| 252회     | 1월 6일   | 반짝인다 오랜 꿈 - 부산 기장                         | 4.4%   |
| 253회     | 1월 13일  | 인천광역시 특집 2부작 - 1부 고향이 되다              | 4.6%   |
| 254회     | 1월 20일  | 인천광역시 특집 2부작 - 2부 함께 꿈꾼다, 마음의 고향 | 6.0%   |
| 255회     | 1월 27일  | 그 겨울, 꽃피워 보라 - 전라남도 신안                 | 5.7%   |
| 256회     | 2월 3일   | 새 물길이 되다 옛 포구동네 - 서울 도화동, 공덕동     | 4.8%   |
| 257회     | 2월 10일  | 복스럽다 값진 2024 - 서울 압구정동, 신사동           | 4.1%   |
| 258회     | 2월 17일  | 다시 새롭다 - 경기도 하남                            | 5.0%   |
| 259회     | 2월 24일  | 마주하니 정겹다 - 경기도 성남시                      | 4.9%   |
| 260회     | 3월 2일   | 맛있고 멋있다! 인생의 찬미(味) - 전라남도 목포       | 5.6%   |
| 261회     | 3월 9일   | 천천히, 꽃피다 - 대구광역시 달서구                   | 4.5%   |
| 262회     | 3월 16일  | 추억이 머물러있다 - 경기도 고양시                    | 4.8%   |
| 263회     | 3월 23일  | 돌아왔다 나의 새봄 - 서울 은평구                     | 4.0%   |
| 264회     | 3월 30일  | 오늘도 삶에서 광명을 찾다 - 경기도 광명시            | 4.0%   |
| 265회     | 4월 6일   | 걸어 본다 봄날 - 서울 남산 아랫동네                  | 4.5%   |
| 266회     | 4월 13일  | 저 너머에 행복이 있다 - 충청북도 제천                | 4.2%   |
| 267회     | 4월 20일  | 평온하다. 북쪽 끝 동네 - 경기도 파주시               | 4.5%   |
| 268회     | 4월 27일  | 마음 편히 산다 - 경기도 안양                         | 3.9%   |
| 269회     | 5월 4일   | 언제나 봄날이다 - 전북특별자치도 진안                | 3.7%   |
| 270회     | 5월 11일  | 오늘도 행복할 거다 - 경남 거제                       | 4.6%   |
| 271회     | 5월 18일  | 인연으로 이어지다 - 충청북도 음성군                  | 4.0%   |
| 272회     | 5월 25일  | 세월의 향기에 머물다 - 경북 안동                     | 4.2%   |
| 273회     | 6월 1일   | 지키고 산다, 그 마음 - 전북특별자치도 임실           | 4.7%   |
| 274회     | 6월 8일   | 정원을 걷다 – 서울특별시 자양동, 성수동              | 4.1%   |
| 275회     | 6월 15일  | 천천히 걷다 바닷길 – 울산광역시 동구                 | 4.3%   |
| 276회     | 6월 22일  | 호국보훈의 달 특집 숭고하다 그 마음 – 대구광역시     | 4.9%   |
| 277회     | 6월 29일  | 참 맑고 깊다 – 강원특별자치도 인제                   | 5.8%   |
| 278회     | 7월 6일   | 이토록 귀하다, 모든 날 – 경상남도 사천               | 5.3%   |
| 279회     | 7월 13일  | 올라간다! 행복의 온도 – 경기도 가평                  | 4.6%   |
| 280회     | 7월 20일  | 열정으로 뛴다 – 경남 김해                            | 4.6%   |
| 281회     | 7월 27일  | 물길, 기억으로 흐르다 – 경기도 포천                  | 1.6%   |
| 282회     | 8월 17일  | 뜨거움을 품다 - 부산 사하구                          | 5.2%   |
| 283회     | 8월 24일  | 만점이다 - 경상북도 영양                             | 4.7%   |
| 284회     | 8월 31일  | 낭만이 뜬다 – 서울특별시 여의도동, 신길동            | 3.9%   |
| 285회     | 9월 7일   | 떠나지 않는다 - 서울 목동, 신정동                    | 4.2%   |
| 286회     | 9월 14일  | 기억을 만나다 - 인천광역시                           | 5.0%   |
| 287회     | 9월 21일  | 감성 충만하다 - 서울 한강로동, 사당동                | 5.8%   |
| 288회     | 9월 28일  | 장하다 내 인생 - 경기도 광주                         | 5.1%   |
| 288회     | 10월 5일  | 예부터 명품이다 - 경상북도 예천                      | 5.5%   |
| 290회     | 10월 12일 | 오늘도 안녕하다 – 경상남도 창녕군                    | 5.8%   |
| 291회     | 10월 19일 | 함께 무르익다 – 인천광역시 강화군                    | 5.4%   |
| 292회     | 10월 26일 | 청춘으로 머물다 – 경상북도 칠곡군                    | 4.7%   |
| 293회     | 11월 2일  | 알알이 영글었다 – 경기도 평택                        | 5.5%   |
| 294회     | 11월 9일  | 매 순간 아름답다 – 강원특별자치도 춘천시             | 5.8%   |
| 295회     | 11월 16일 | 그 품에 안기다 – 경기도 남양주                       | 5.4%   |
| 296회     | 11월 23일 | 머물게 된다 이곳 – 전북특별자치도 완주군             |        |

## 결방 및 편성 변경 안내
2019년
- 4월 27일 : 4.27 판문점 선언 1주년 기념 행사 생중계로 인한 결방.
- 8월 3일 : 영국 BBC 특선 다큐멘터리 '다이너스티 : 야생의 지배자들' 편성으로 인한 결방.
- 9월 7일 : 태풍 링링 북상 관련 KBS 뉴스특보 편성으로 인한 결방.

2020년
- 2월 29일 : 코로나19 KBS 뉴스특보 편성으로 인한 결방.
- 4월 4일 : 코로나19 확산 및 사회적 거리두기 여파로 인한 스페셜 방송으로 대체 편성.
- 5월 2일 : 고성 산불로 인한 결방 및 시사직격 재방송으로 대체 편성.
- 8월 1일 : 코로나19 재확산 및 사회적 거리두기 여파로 인한 스페셜 방송으로 대체 편성.
- 8월 8일 : 수도권 집중호우 관련 KBS 뉴스특보 편성으로 인한 결방.

2021년
- 7월 17일 : 코로나19 재확산 및 사회적 거리두기 여파로 인한 스페셜 방송으로 대체 편성.
- 7월 24일 ~ 8월 7일 : 도쿄 올림픽 중계방송으로 인한 결방.

2022년
- 7월 16일 : 스페셜 방송으로 대체 편성.
- 8월 13일 : 글로벌 다큐멘터리 기후변화에 관한 사실들 편성으로 인한 결방.
- 11월 26일 : 2022 카타르 월드컵 중계방송으로 인한 결방.

2023년
- 7월 15일 : 집중호우 관련 KBS 뉴스특보 및 이슈 픽 쌤과 함께 편성으로 인한 결방.
- 7월 29일 : 지진관련 속보로 인해 7시 25분에 지연 방송.
- 10월 7일 : 항저우 아시안게임 중계방송으로 인한 결방.

2024년
- 12월 14일 : 윤석열 대통령 탄핵소추 관련 KBS 뉴스특보 편성으로 인한 결방.

2025년
- 1월 18일: 윤석열 대통령 구속 적부심 관련 KBS 뉴스특보 편성으로 8시에 방송.
- 3월 22일 : 산청군,의성군 대형산불 KBS 뉴스특보 편성으로 인한 결방.
- 8월 2일 : 100인의 감정쇼 : 더 시그니처 라이브 재방송 편성으로 인한 결방.

## 경력
- 2020년 브랜드 고객충성도 대상 프로그램 휴먼/시사교양 부문